# Äggreserv

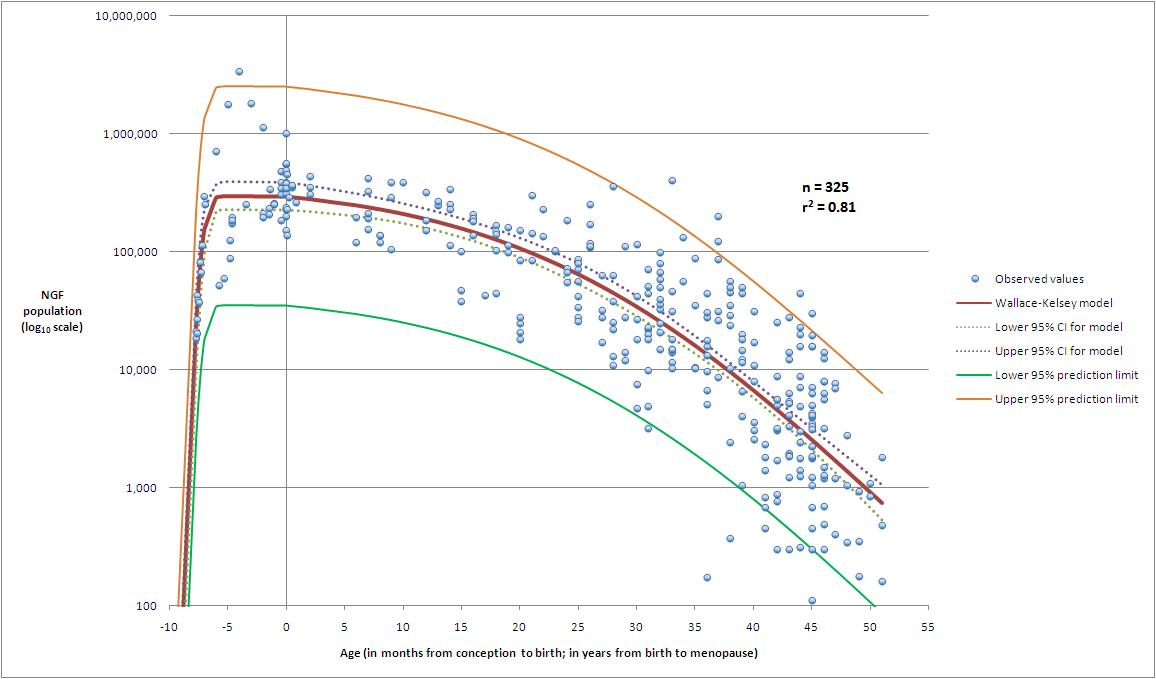
Diagram över äggreserven i olika åldrar, uppställd efter studier på 325 kvinnor i olika åldrar.

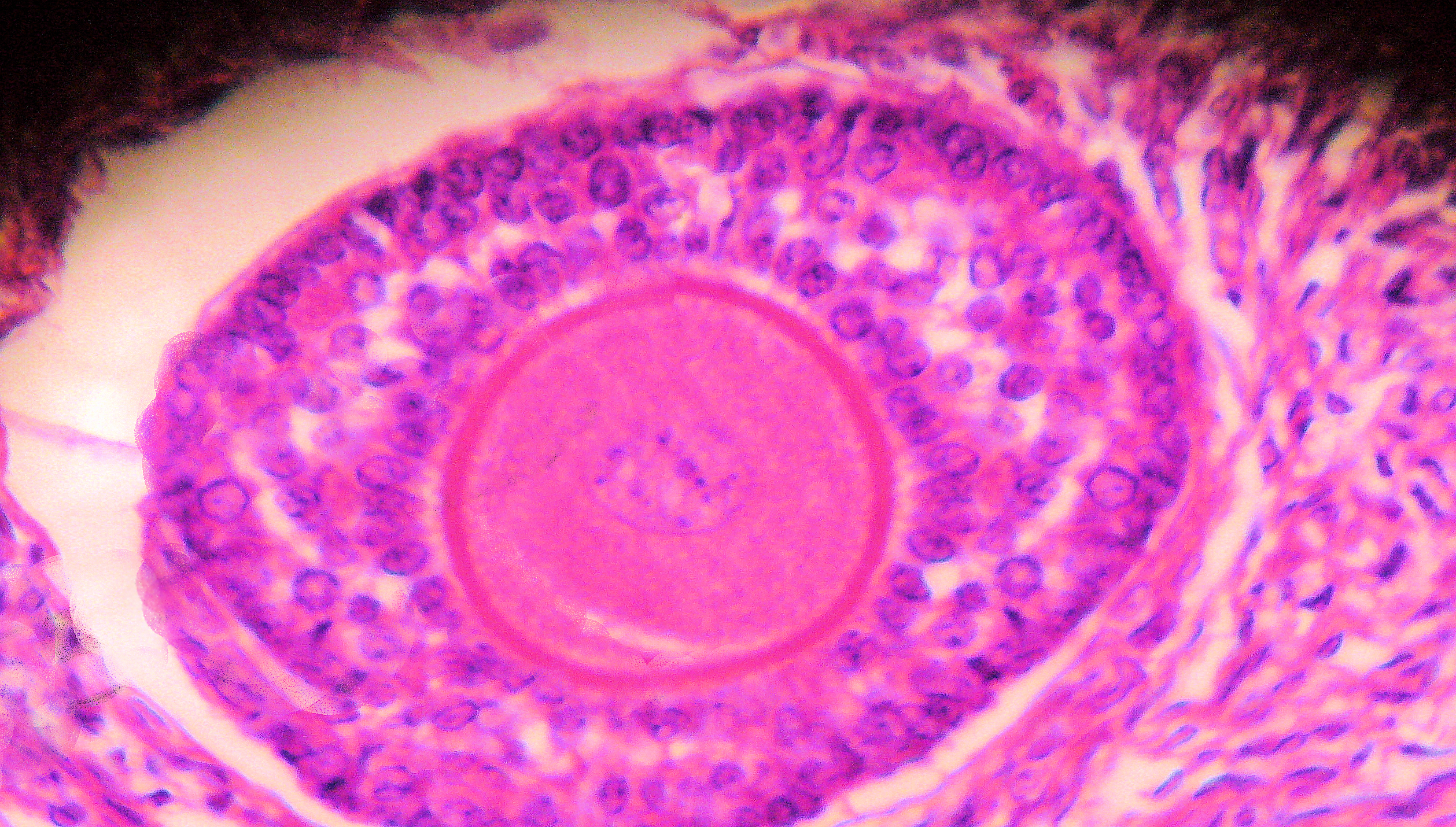
Primär äggfollikel fotograferad genom mikroskop.

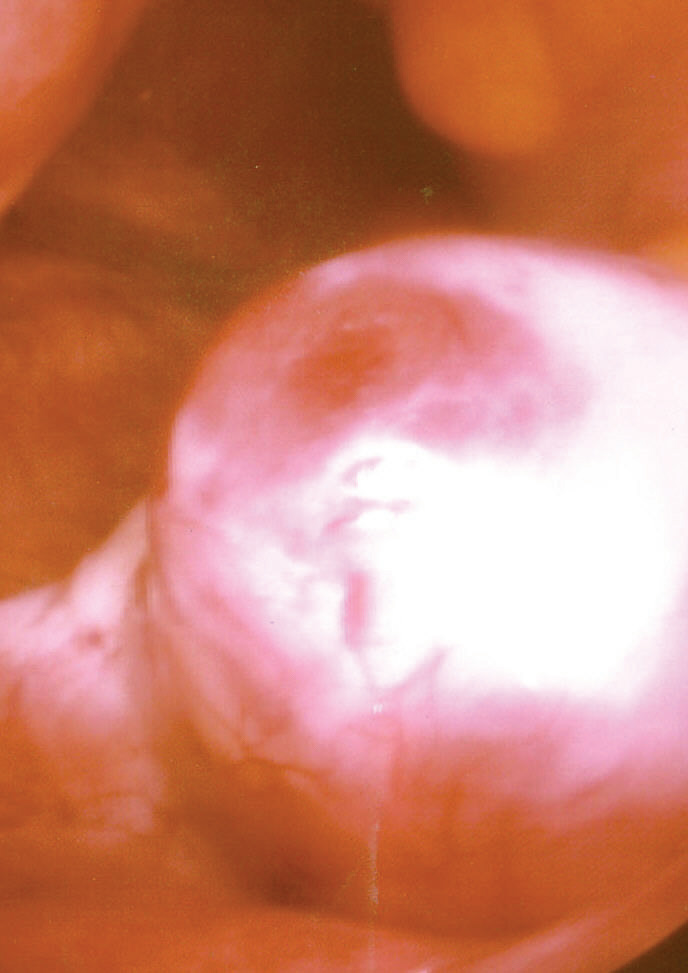
Fotografi på mänsklig ägglossning.

Äggreserv är de med åldern minskande antalen äggfolliklar en kvinna har i äggstockarna, vilka kan utvecklas till fruktsamma ägg vid ägglossning. Äggreservens storlek korrelerar något med kvinnans ålder men beror också på individuella förutsättningar. Utredning av äggreservens storlek för en kvinna sker framför allt genom att mäta mängden anti-müllerskt hormon i blodet, och görs för att bedöma kvinnans fertilitet företrädesvis inför assisterad befruktning eller annan utredning vid ofrivillig barnlöshet. Den med åldern minskade äggreserven utgör en viktig delförklaring till att kvinnans fertilitet minskar redan innan klimakteriet. Mätningen av äggreservens storlek säger inget om äggens kvalitet (kromosomrubbningar, mutationer, med mera).

## Atresi
Äggreserven är förhållandevis stor vid födseln, jämfört med det faktum att endast en äggfollikel per menstruationscykel mognar till frukstamt ägg vid ägglossning. Mer än 99,9 % av samtliga ägganlag i äggstockarna genomgår en process som kallas atresi. I strikt mening betyder atresi bara att äggen är blockerade från att lämna äggstocken, men har kommit att innefatta konsekvenserna av detta.
Atresi innebär följaktligen celldöd av fler än det fruktsamma ägget vilka alltså förloras vid ägglossning. De biokemiska orsakerna till atresi är åtminstone hos grisar apoptos av granulosaceller som beror av proteiner och deras receptorer som reglerar celldöd, däribland TNF-alfa, TNF-liknande proteiner, APO-1/CD95 och PFG-5.
Atresins funktion är inte fullt förstådd, men den tycks bidra till ett urval av de mest kvalitativa äggen. Atresin, till skillnad från ägglossningen, påbörjas redan i fosterstadiet. Från och med puberteten förloras sålunda omkring 1000 äggfolliklar per menstruationscykel, medan endast omkring 400 äggfolliklar per livstid kommer att utvecklas till de ägg som är fruktsamma vid ägglossning. Äggreservens storlek är med andra ord snarare betingad av atresin än av ägglossning.

## Ålderns betydelse
Vid födseln har en kvinna genomsnittligt uppskattningsvis 106 äggfolliklar, men vid 30 års ålder har antalet genomsnittligt och uppskattningsvis sjunkit till 105. Vid menopaus har kvinnan genomsnittligt 103 äggfolliklar, varmed hon bedöms vara infertil. Den kronologiska ålderns betydelse för fertiliteten och äggreservens storlek är dock en dålig bedömningsgrund, eftersom andra faktorer är mera avgörande, vilket också påverkar tiden för menopaus som är mycket varierande. Äggreserven kommer att minska med stigande ålder, men minskningens hastighet är individuell.

## Medfödda och förvärvade betingelser
Äggreserven påverkas av kvinnans endokrina balans och då i synnerhet hormonerna follikelstimulerande hormon (FSH), anti-müllerskt hormon (AMH), inhibin B, östradiol, gonadotropinfrisättande hormon, eventuellt luteiniserande hormon (LH), med mera, hormoner som på olika sätt direkt reglerar äggmognaden (oogenesen) under menstruationscykeln och därmed fertiliteten.
Äggreservens storlek påverkas av flera faktorer, ärftliga och förvärvade. Det påverkas av näringsstatus från att kvinnan själv var foster och under hennes liv, av andra biologiska, kemiska och socioekonomiska miljöfaktorer och hälsostatus, samt av hur mycket manliga könshormoner (androgener) kvinnan själv utsattes för under sin egen fostertid (ju mer androgener kvinnans moder hade under graviditeten, desto mindre äggreserv från födseln). Däremot finns forskning som tyder på att låga nivåer manliga könshormoner hos kvinnan själv (hypoandrogenism) korrelerar med liten äggreserv.
Det är en välspridd uppfattning att äggreserven påverkas av kvinnans sköldkörtelstatus, något som dock är omtvistat, men sköldkörtelsjukdomar (autoimmun hypotyroidism och giftstruma) leder dock bevisligen till minskad fertilitet av någon orsak.

## Mätning av äggreserven
Vid utredning om ovarialsvikt och  ofrivillig barnlöshet utförs regelmässigt tester på äggreserven genom att med blodprov mäta kvinnans nivåer FSH, AMH, östradiol, med mera. Tillförlitligheten i sådana tester, där i synnerhet mätningen av AMH är ny, är inte helt klarlagd, men tycks vara av värde vid bedömningen hur kvinnan kommer att reagera på in vitro-fertilisering. Ålder och hormonstatus (det vill säga biologiska och biokemiska faktorer) kan kompletteras med histologiska undersökningar av äggstockarna där man räknar antalet äggfolliklar. Vidare kan äggreservens storlek bedömas genom att med ultraljudsundersökning avgöra äggstockockarnas storlek, med mera.
Kvinnor kan vara ofrivilligt barnlösa utan att äggreserven är liten. Så kan vara fallet om hon har en hormonsjukdom, skadade äggstockar eller endometrios.